# Trạng Tí phiêu lưu ký
Trạng Tí phiêu lưu ký là phim điện ảnh chính kịch kỳ ảo năm 2021 của Việt Nam do Phan Gia Nhật Linh làm đạo diễn, sản xuất kiêm viết kịch bản, được chuyển thể từ bộ truyện tranh Thần đồng đất Việt của họa sĩ Lê Linh. Với sự tham gia diễn xuất của Hữu Khang trong vai Tí cùng các nghệ sĩ Trung Dân, Trung Anh, Phi Phụng, Quang Thắng, Hiếu Hiền, Lê Huỳnh, Oanh Kiều, Xuân Nghị, và Hoàng Phi, phim kể về cuộc hành trình của Tí cùng nhóm bạn Sửu, Dần, Mẹo đến chùa Phật Quang để tìm hiểu về gốc gác của cha mình.
Phim đã bị hoãn công chiếu hai lần do ảnh hưởng của đại dịch COVID-19, và ấn định công chiếu ngày 30 tháng 4 năm 2021. Tuy nhiên, phim tạm ngừng chiếu rạp do tiếp tục đại dịch COVID-19 đầu tháng năm chỉ sau 2-3 ngày công chiếu. Phim chính thức ra rạp lại vào ngày 1 tháng 2 năm 2022 (mùng một Tết Nhâm Dần).

## Nội dung
[Trạng Tí] sinh ra sau lần mẹ cậu dựa vào một tảng đá kỳ lạ giữa đầm sen rồi tự hoài thai. Lớn lên, Trạng Tí băn khoăn về gốc gác của mình vì luôn bị bạn bè chế giễu. Cùng nhóm bạn – Sửu, Dần, Cả Mẹo, Tí lên đường đến chùa Phật Quang, tìm thầy Thích Thông Tuệ để biết được cha cậu là ai. Trên hành trình, nhóm bạn đụng độ toán cướp giữa rừng sâu, chạm trán Thần Hổ, bị hai thần Thật Thà và Dối Trá thách đố...— Mai Nhật, VnExpress

Phim lấy bối cảnh nước Đại Việt thời Lê sơ, tại làng Phan Thị có cậu bé Tí là người thông minh kiệt xuất, chơi cùng ba người bạn thân là Sửu, Dần và Mẹo. Mẹ của Tí là cô Hai Hậu kể rằng ngày xưa cô mang thai Tí sau khi ngủ quên trên một tảng đá bị sét đánh giữa đầm sen. Khi Tí được sinh ra, trên tay cậu cầm một viên đá, sau này cậu đeo nó trên cổ. Cô Hai Hậu nói rằng khi Tí có tấm lòng bao dung, biết nghĩ cho người khác thì viên đá sẽ phát sáng.
Vì Tí không có cha nên bị nhiều người trong làng coi thường, cậu quyết định đến ngôi chùa Phật Quang trên núi Thiên Sơn, tìm sư thầy Thích Thông Tuệ để hỏi về cha mình. Sửu, Dần và Mẹo cũng đi chung với Tí. Bọn trẻ bí mật ra đi, không cho người lớn biết. Trên đường đi, bọn trẻ ghé vào một quán ăn, Tí đã giúp bà chủ quán lật tẩy gã Đại Lực Sĩ ăn vạ đòi tiền. Sau đó bọn trẻ bị lừa vào rừng và bị một băng cướp bắt giữ. Kẻ cầm đầu băng cướp là Ba Ba, người tin rằng Đền Thần Hổ trên núi có hang chứa kho báu. Để vào được trong hang thì cần có một đứa trẻ trả lời đúng câu hỏi của hai vị thần canh gác, nếu trả lời sai thì đứa trẻ sẽ bị tan thành tro bụi. Tám năm trước, cậu con trai của Ba Ba đã bị tan biến, bản thân hắn cũng bị mù một mắt. Bây giờ Ba Ba cần một đứa trẻ thông minh như Tí để giúp hắn vào hang lấy kho báu. Mùi, cô con gái nuôi của Ba Ba, đã giúp nhóm của Tí chạy thoát. Năm đứa trẻ gặp Tiểu Tị, người dẫn chúng lên chùa Phật Quang. Ở làng Phan Thị, gia đình của bọn trẻ phát hiện ra chúng đã biến mất, họ lên đường đến chùa Phật Quang sau khi thấy lá thư của Dần để lại.
Tí gặp thầy Thông Tuệ và hỏi về cha mình nhưng sư thầy cũng không giải thích được. Sau đó băng cướp của Ba Ba hạ gục các sư thầy trong chùa rồi bắt bọn trẻ lên Đền Thần Hổ. Mùi hi sinh thân mình trả lời câu hỏi rồi bị tan biến. Đến lượt Tí trả lời câu hỏi của hai vị thần canh gác trong khi Tiểu Tị chiến đấu với băng cướp. Khi Tí trả lời đúng thì hai vị thần hiện ra tiêu diệt Ba Ba và toàn bộ băng cướp. Trước khi vào hang, Dần nhờ Tí hỏi Thần Hổ rằng ai là người ăn cắp gà của bà Tám Tiền, mẹ của Dần.
Tí và các bạn vào trong hang, Thần Hổ hiện ra với hình dạng con hổ khổng lồ, tiết lộ rằng hang này không có kho báu mà chỉ có kho tàng kiến thức của nhân loại. Tí chỉ được hỏi Thần Hổ một câu duy nhất, cậu quyết định hỏi câu hỏi của Dần chứ không hỏi về cha mình. Lúc này viên đá trên cổ Tí phát sáng, giúp cậu nhận ra mẹ cậu "cũng chính là một người cha". Bọn trẻ kịp ra ngoài trước khi cửa hang đóng lại, đoàn tụ với gia đình của chúng. Trong phần cảnh hậu danh đề, Mùi bất ngờ được hồi sinh trong hang của Thần Hổ.

## Diễn viên
- Huỳnh Hữu Khang vai Tí.[2] Là diễn viên từng xuất hiện trong Hai Phượng, đồng thời là độc giả trung thành của Thần đồng đất Việt, Hữu Khang được đích thân Ngô Thanh Vân mời vào vai Tí. Trước khi phim bấm máy, cậu dành 3 tháng học diễn xuất và đá bóng bằng trái bưởi, đồng thời bỏ ra thêm 2 tháng để tập các cảnh hành động với đội diễn viên đóng thế.[3]
- Phan Bảo Tiên vai Sửu.[2] Từng đóng vai Trà Long lúc nhỏ trong Mắt biếc, bé được chọn vào vai Sửu với tính cách "điệu đà và hoạt ngôn". Bố của Bảo Tiên cho biết bé phải trải qua nhiều vòng tuyển chọn trong vòng một năm để nhận được vai diễn này.[3]
- Vương Hoàng Long vai Dần.[2] Mẹ của Hoàng Long đánh giá bé giống như "hiện thân đời thực của nhân vật Dần béo". Do được cho là "mập, hậu đậu, hay té ngã", cậu được ê kíp đặt biệt danh là "trái mít rụng", "bao gạo chín ký".[3]
- Trần Đức Anh vai Mẹo.[2] Là người duy nhất có quê gốc tại miền Bắc trong các diễn viên chính của phim, Đức Anh được nhận xét là "hòa nhập nhanh với đoàn phim". Cậu bé từng xuất hiện trong các phim Cả một đời ân oán, Hướng dương ngược nắng, Sitcom Sắc màu phái đẹp... của Đài Truyền hình Việt Nam.[3]
- Thái Hoàng Duy vai Tiểu Tị.[4] Đây được xem là vai diễn đầu tiên của Hoàng Duy trong sự nghiệp phim ảnh. Với kinh nghiệm học Taekwondo 4 năm (tại thời điểm bấm máy), các cảnh võ thuật trong phim đều do cậu tự thực hiện.[3]
- Kim Thư vai Mùi.[4] Từng tham gia trong Trúng số, 49 ngày 2, Nắng 1-2, Bệnh viện ma, Hoán đổi,... Kim Thư lần đầu tiên "thử thách khả năng diễn xuất" với hai vai diễn cùng lúc trong Trạng Tí.[3]
- Trung Dân[5] vai thầy Thích Thông Tuệ
- Oanh Kiều[2] vai Hai Hậu
- Lê Huỳnh[5] vai Đồ Kiết
- Thạch Thảo vai Tám Tiền
- Trung Ruồi vai Xã Bạc
- Quang Thắng[2] vai Bá hộ Mão
- Hoàng Phi[2] vai Ba Ba
- Phi Phụng[2] vai Thị Hến
- Trung Anh[2] vai Ông lão ăn xin
- Hiếu Hiền[2] vai Đại Lực Sĩ
- Xuân Nghị[2] vai Sở Lộc Hồng
- Ngọc Tưởng vai Đạo sĩ

## Sản xuất
— Phan Gia Nhật Linh.
Trạng Tí là một dự án được Ngô Thanh Vân ấp ủ từ năm 2016, nhưng quá trình đàm phán về vấn đề bản quyền với công ty Phan Thị, đơn vị sản xuất và phát hành truyện tranh Thần đồng đất Việt, kéo dài đến khi đạt được thỏa thuận vào năm 2018, cho phép cô mua bản quyền 5 tập truyện để làm phim. Tại buổi ra mắt dự án vào ngày 27 tháng 12 năm 2017, Ngô Thanh Vân cho biết đây là phần đầu tiên trong chuỗi năm phim điện ảnh về Thần đồng đất Việt, và cũng nằm trong mười dự án phim dựa trên truyện cổ tích, dân gian của Studio68 và NHV Entertainment hợp tác. Để thực hiện bộ phim, ê kíp đã bỏ ra 2 năm để chọn lọc nội dung từ các tập truyện và đưa vào kịch bản, riêng một số chi tiết được cho là "khôn lỏi" liên quan đến Tí trong nguyên tác cũng được loại bỏ.
Ngày 16 tháng 12 năm 2019, Phan Gia Nhật Linh được công bố là đạo diễn của Trạng Tí. Anh được Ngô Thanh Vân liên hệ do đã "thành công với những câu chuyện như thơ và có nền tảng am hiểu về nguồn gốc truyện dân gian rất sâu sắc", đồng thời cũng là một người yêu thích bộ truyện Thần đồng đất Việt. Phan Gia Nhật Linh nhận lời làm đạo diễn của bộ phim với lý do "chưa có một phim thiếu nhi nào đầu tư chỉn chu cho trẻ em Việt Nam – theo cách Hollywood làm được từ lâu với Harry Potter, Biên niên sử Narnia..."
Kinh phí sản xuất dự kiến ban đầu của phim là 35 tỷ đồng, nhưng sau đó tăng lên thành 43 tỷ đồng, một phần do đầu tư kỹ xảo, phục dựng bối cảnh và chi phí cho hậu kỳ. Phim khởi quay từ tháng 7 năm 2019 và kéo dài trong 3 tháng, lấy bối cảnh tại các địa điểm nổi tiếng như đầm Vân Long (Ninh Bình), chùa Keo (Thái Bình), Vườn quốc gia Nam Cát Tiên (Đồng Nai). Phan Gia Nhật Linh tiết lộ, tổ thiết kế gồm khoảng gần 100 người đã bỏ ra 2 tháng để dựng bối cảnh làng Phan Thị tại Tràng An, Ninh Bình với chi phí gần 2 tỷ đồng, riêng phần mái nhà được lợp bằng cỏ dầu địa phương. Riêng phân cảnh mở đầu của phim – cảnh đá bóng tại làng Phan Thị – được lấy cảm hứng từ tập một của Thần đồng đất Việt, Pháp sư gọi bưởi, trong đó các động tác chuyền bóng và sút bóng đều do diễn viên tự thực hiện. Theo thông tin từ Thanh Niên, đoàn làm phim đã bỏ ra 645 ngày để thực hiện bộ phim với ê kíp gồm 478 người cùng gần 2.000 diễn viên, trong đó có hơn 250 diễn viên nhỏ tuổi.
Tạo hình và trang phục của các nhân vật có phần "tự do" do phim không xác định rõ thời gian, nhưng chủ yếu được dựa trên nền văn hóa nhà Hậu Lê và nhà Nguyễn, đồng thời có sự biến thể nhất định để "thêm phần bay bổng cần có cho một bộ phim kỳ ảo". So với nguyên tác, bổ tử của nhân vật Tí được thay đổi từ hình bản đồ chữ S sang hình cá chép. Theo Phan Gia Nhật Linh, "hình tượng cá chép thể hiện ước mơ vượt vũ môn hóa rồng"; mặt khác, khi so sánh với bối cảnh thời Hậu Lê như trong bộ truyện gốc, việc Tí mặc bổ tử hình bản đồ chữ S là sai về mặt lịch sử.
Nhạc sĩ Đức Trí đảm nhiệm vai trò giám đốc âm nhạc của bộ phim.

## Phát hành
Ban đầu, Trạng Tí được xếp lịch khởi chiếu vào ngày 1 tháng 5 năm 2020, nhưng do ảnh hưởng của đại dịch COVID-19 tại Việt Nam nên vào ngày 13 tháng 3 năm 2020, phim bị dời lịch chiếu sang ngày 12 tháng 2 năm 2021, tức mồng một Tết Tân Sửu. Phim có buổi công chiếu với quy mô nhỏ tại Thành phố Hồ Chí Minh vào chiều ngày 8 tháng 2 năm 2021; sau đó, trước thông tin dịch COVID-19 diễn biến phức tạp trở lại, trưa ngày 9 tháng 2, Ngô Thanh Vân thông báo Trạng Tí bị hoãn chiếu lần thứ hai trên toàn quốc. Ngày 9 tháng 3, nhà sản xuất công bố lịch khởi chiếu mới của phim vào ngày 30 tháng 4 năm 2021. Phim tiếp tục bị ngừng chiếu rạp do đại dịch COVID-19 đầu tháng 5 chỉ sau 2-3 ngày công chiếu. Phim chính thức ra rạp lại vào ngày 1 tháng 2 năm 2022 (mùng một Tết Nhâm Dần).

## Nhạc phim
| STT              | Nhan đề                 | Sáng tác                                          | Thể hiện         | Thời lượng |
| ---------------- | ----------------------- | ------------------------------------------------- | ---------------- | ---------- |
| 1.               | "Nhạc đề"               | Đức Trí                                           |                  | 1:32       |
| 2.               | "Trạng Tí"              | Only C & Nguyễn Phúc Thiện (nhạc) Lou Hoàng (lời) | 365              | 4:29       |
| 3.               | "Câu chuyện bên gốc đa" | Đức Trí                                           |                  | 2:30       |
| Tổng thời lượng: | Tổng thời lượng:        | Tổng thời lượng:                                  | Tổng thời lượng: | 8:31       |

## Quảng bá
Ngày 16 tháng 12 năm 2019, Trạng Tí công bố áp phích đầu tiên, tập trung vào nhân vật Tí trong trang phục trạng nguyên. Một tuần sau, trailer đầu tiên của phim được ra mắt, tiết lộ những hình ảnh đầu tiên về bối cảnh phim cũng như 4 nhân vật Tí, Sửu, Dần, Mẹo. Đoạn trailer thứ hai của tác phẩm được đăng tải vào ngày 6 tháng 11 năm 2020.
Áp phích và trailer chính thức của bộ phim được công bố vào ngày 18 tháng 12 năm 2020. Đoạn trailer chính thức được xem là vừa "giới thiệu vẻ đẹp thiên nhiên Việt Nam", vừa mang đậm yếu tố kỳ ảo với nhiều phân cảnh được xây dựng bằng công nghệ CGI. Trong áp phích, phim có tên chính thức là Trạng Tí phiêu lưu ký, riêng hai nhân vật Mùi và Tiểu Tị cũng xuất hiện lần đầu tiên.

## Đón nhận

### Tranh cãi
Từ tháng 12 năm 2020, một luồng ý kiến phản đối của khán giả đối với phim Trạng Tí bắt đầu xuất hiện trên mạng xã hội, cho rằng ê kíp làm phim đã vi phạm bản quyền, "ăn cắp quyền lợi" của Lê Linh, người được tòa án công nhận là tác giả duy nhất của hình tượng 4 nhân vật Tí, Sửu, Dần, Mẹo trong Thần đồng đất Việt. Tối ngày 22 tháng 12, Ngô Thanh Vân lên tiếng phủ nhận điều này, cho rằng cô "hoàn toàn không biết" về vụ kiện giữa Lê Linh và công ty Phan Thị, đồng thời thừa nhận cô "có lỗi trong việc nên nắm rõ thông tin trước khi mua". Cô tái khẳng định quan điểm này tại buổi ra mắt phim ngày 24 tháng 1 năm 2021, nói thêm rằng cô đã có 4 lần ngỏ ý hợp tác với Lê Linh nhưng đều thất bại. Họa sĩ Lê Linh chia sẻ "[...] người xem mong bộ phim chuyển tải đúng tinh thần, tâm hồn tuổi thơ Thần đồng đất Việt của độc giả nên phản ứng là phải", còn nhà văn Nguyễn Thị Hòa Bình nhận định: "Câu chuyện xảy ra với Trạng Tí phiêu lưu ký lần này rất đáng tiếc. [...] Nhưng vẫn phải ủng hộ họa sĩ Lê Linh không lừa dối độc giả, khán giả".
Sau khi phân cảnh mở đầu phim được đăng tải lên mạng vào ngày 28 tháng 1 năm 2021, bộ phim nhanh chóng vấp phải làn sóng tranh cãi từ công chúng. Một số khán giả cho rằng chi tiết Tí cùng nhóm bạn lấy nước đổ đầy giếng để lấy quả bưởi là phản khoa học, bất hợp lý và không đúng với nguyên tác. Đoạn phim này sau đó bị xóa trên YouTube với lý do "cần chỉnh sửa vài chi tiết và sẽ đăng tải lại khi hoàn thiện".

## Giải thưởng
| Năm  | Giải thưởng         | Hạng mục             | Đối tượng đề cử       | Kết quả       | Tham khảo |
| ---- | ------------------- | -------------------- | --------------------- | ------------- | --------- |
| 2021 | Giải Cánh diều 2020 | Phim truyện điện ảnh | Trạng Tí phiêu lưu ký | Cánh diều bạc | [ 31 ]    |
| 2021 | Ngôi Sao Xanh 2021  | Sáng tạo xuất sắc    | Diệp Thế Vinh         | Đoạt giải     | [ 32 ]    |